# 圣嘉耶当堂 (萨尔茨堡)
圣嘉耶当堂（Kajetanerkirche）是萨尔茨堡的一座罗马天主教教堂，位于老城的嘉耶当广场（Kajetanerplatz）。该堂供奉圣嘉耶当，由约翰·恩斯特主教于1700年10月31日祝圣。